# Anton von Swab
Anton Antonsson, adlad von Swab, född 29 juli 1702 på Näverborg vid Falun, död 28 januari 1768, var en svensk bergsvetenskapsman, bergsråd, överdirektör och tecknare. 

## Biografi
Anton Swab var son till vågbokhållaren Anton Swab och Kristina Arhusia, vars mor tillhörde släkten Hising, dotter till Johannes Jonæ Arhusius, och hans farmor till släkten Trotzig. Släkten Swab invandrade från Salzburg till Sverige för religionsförföljelser 1630 med Antons von Swabs farfar. Fadern avled när Anton Swab var barn och modern gifte om sig med biskop Jesper Svedberg i vars hem Anton och hans halvbror Anders Swab, sedermera bergsråd och adlad, växte upp. Han fick humanistisk utbildning vid Uppsala universitet och avlade bergsexamen. 1723 inskrevs han som auskultant i Bergskollegium, och företog sedan resor i Sverige, Norge och Finland för att få kännedom om bergverk och smältningsmetoder. Från 1730 reste han i en del europeiska länder och längst uppehöll han sig i kurfurstendömet Sachsen, där han under Johann Friedrich Henckel studerade kemi och inhämtade den teoretiska delen av bergshanteringen samt framställningsmetoder av malmen. Återkommen till Sverige 1736  blev han förordnad till bergmästare i Skåne, Halland, Blekinge och Bohuslän. Till Bergskollegium inlämnade han 1723 en beskrivning av Avesta kronobruk och kopparmyntstillverkningen vid bruket. Skriften var illustrerad med en kulturhistoriskt värdefull lavyrserie som bland annat har återutgivits i Numismatiska meddelanden.   
Swab invaldes i Kungliga vetenskapsakademien 1742. Han förordnades 1748 till assessor i Bergskollegium, men sökte 1751 avsked från befattningen som bergmästare varpå han anställdes 1756 som överdirektör vid Kontrollverket över guld-, silver- och tennarbetens rätta och lagliga halt. Han utnämndes 1757 till bergsråd.
År 1751 adlades han på namnet von Swab och introducerades året därefter på nummer 1944. Ogift och barnlös slöt han själv sin ätt. Han var riddare av Nordstjärneorden